# 氹仔客運碼頭

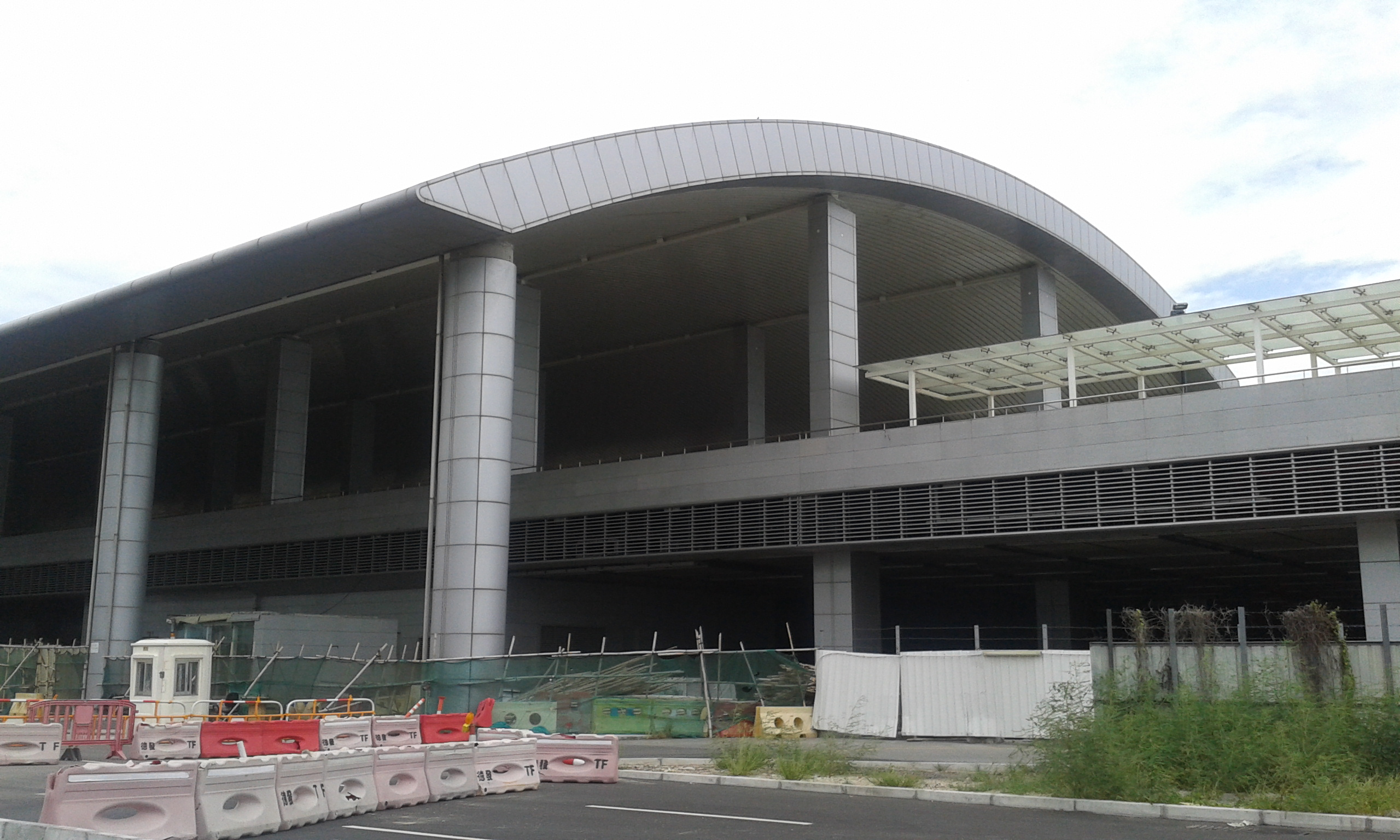
建設中氹仔客運碼頭的交通樞紐

氹仔客運碼頭，俗稱「北安碼頭」、「氹仔碼頭」、「新港澳碼頭」，是澳門一個位於澳門氹仔北安填海區的碼頭及出入境口岸，毗鄰澳門國際機場。碼頭提供往來澳門至香港、珠海、深圳、東莞之高速客輪服務。
在永久客運碼頭啟用前，為加快分流外港碼頭的壓力，因此興建氹仔臨時客運碼頭，並於2007年10月16日啟用。永久客運碼頭於2017年5月18日舉行開幕儀式，由行政長官崔世安和運輸工務司司長羅立文等主持，同年6月1日正式投入運作，臨時客運碼頭也於同日凌晨停止運作。

## 歷史與發展

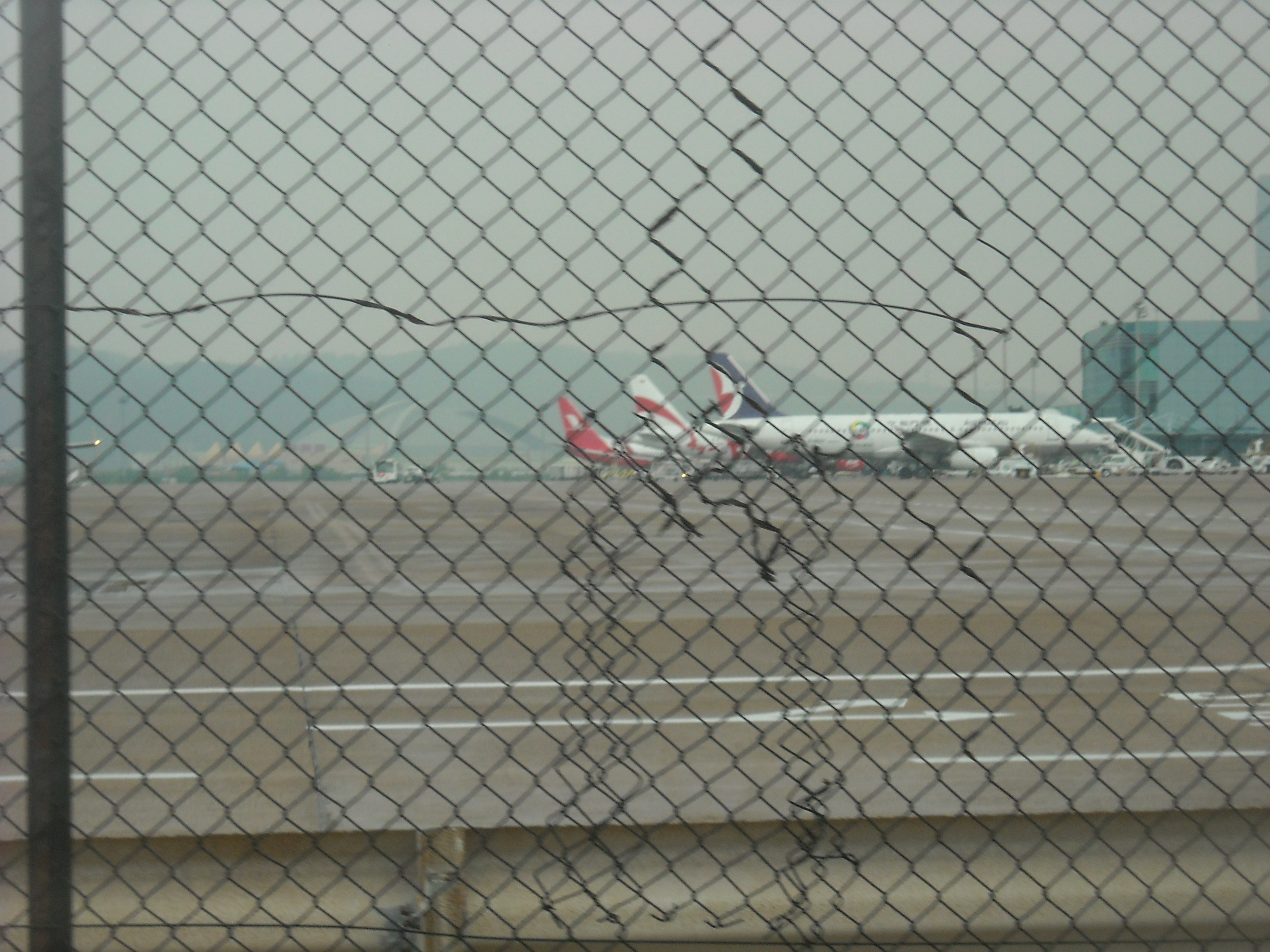
氹仔客運碼頭毗鄰澳門國際機場

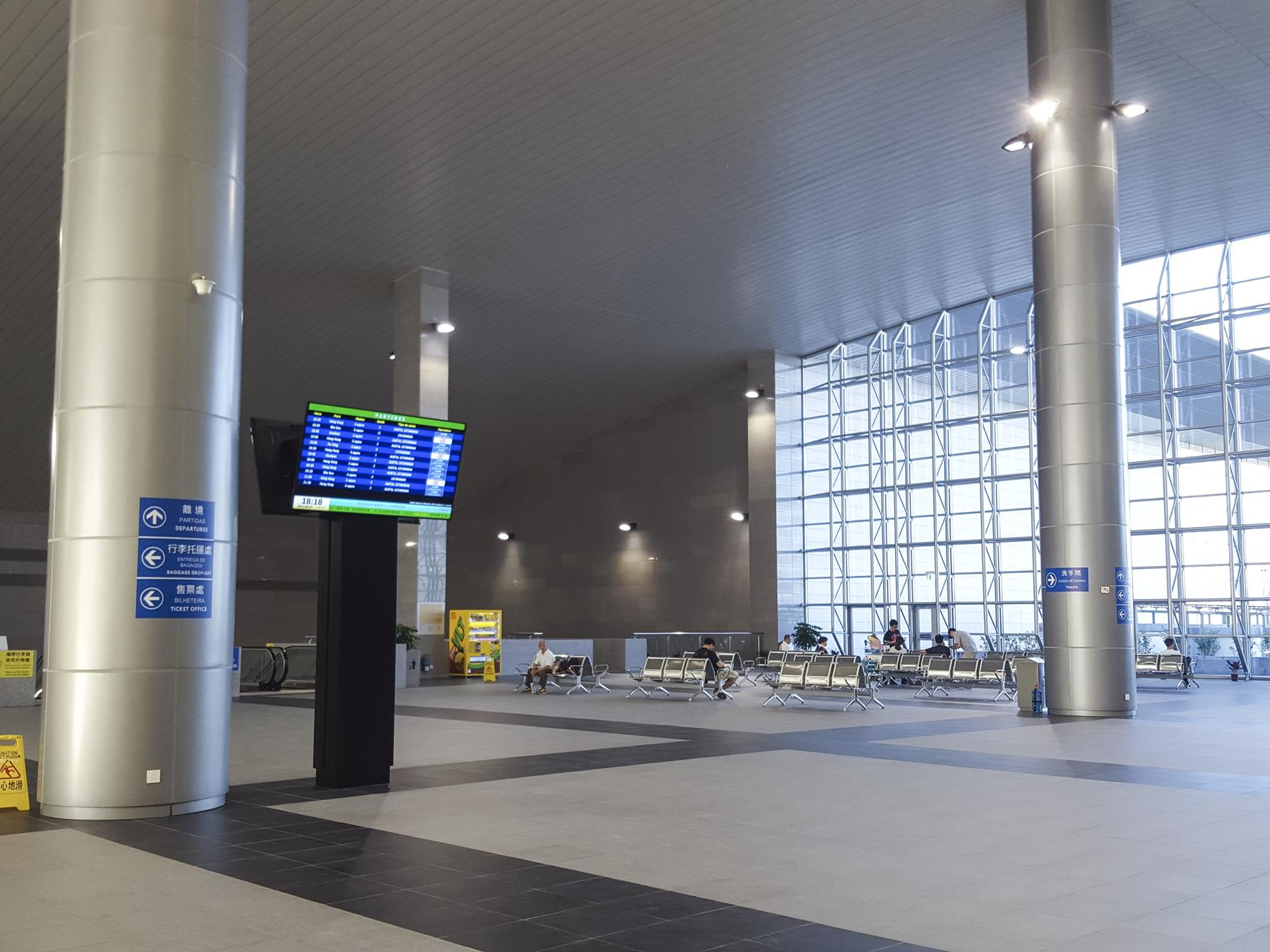
售票層的休息區

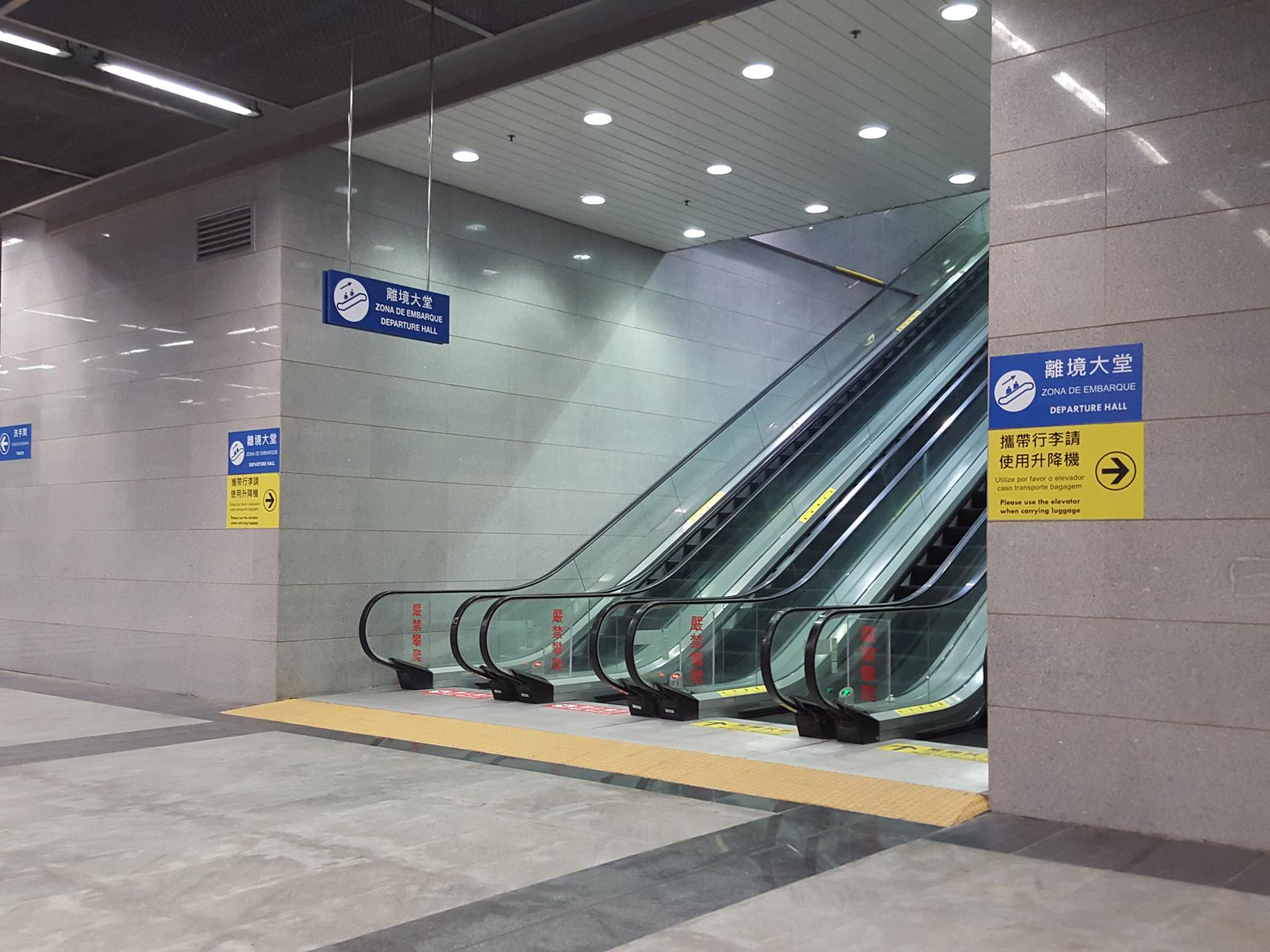
通往一樓售票層的電梯

早在1980年代－1990年代，已有提議在氹仔興建新式噴射船停泊碼頭以便利遊客到氹仔旅遊和博彩，但並沒有實現。至1990年代初，為興建友誼大橋，現時臨時碼頭所在曾是一個作運輸建設物資之用碼頭，但當時的設施極為簡陋，規模亦不大，並稱為氹仔碼頭。其後大橋建成，碼頭的使用率即回跌。
澳門回歸後，路氹填海區計劃發展路氹金光大道，大型博彩業開始在澳門半島以外的路氹城發展起來，氹仔客運碼頭開始被規劃，2007年首期落成的氹仔臨時客運碼頭，當時的碼頭原意仍為輔助性質，主要供給大型娛樂區域使用。然而，在新碼頭建設期間，訪澳的旅客數字創新高，使得外港客運碼頭出入境的旅客數字不斷創新高，使其使用率達到飽和狀態，因此政府調整了碼頭的原規劃，碼頭的功能和容量都增加，使碼頭由原來輔助外港碼頭的性質，提升至澳門對外的海上口岸之一。
原定的設計方案中，碼頭只設有8個乘載量約400人的客船泊位。但經調整後的方案，碼頭將設有16個載量約400人的客船泊位，另外再建造3個乘載量1,200人的客船泊位及加建1個天台直昇機坪。首期落成的氹仔臨時客運碼頭的部分設施，日後將成為氹仔客運碼頭的永久利用部分。惟客運碼頭工程完工日期一再拖延，原預計於2013年中竣工，後來則延至2014年第二季，及後澳門建設發展辦公室再將其完工日期推遲至2014年底。碼頭工程除了工期一拖再拖外，造價亦由最初的5.8億元增至32.8億元，被審計署砲轟。
2014年10月，位於永久客運碼頭大樓主體下層的停車場設施率先開放予公眾使用，唯永久碼頭落成後仍有待交由海事及水務局裝設設施、安排人員和試運作，最終啟用日期仍未能落實，直到2017年5月中旬傳媒方獲邀請採訪開幕典禮，對外公布6月1日為正式啟用日期。

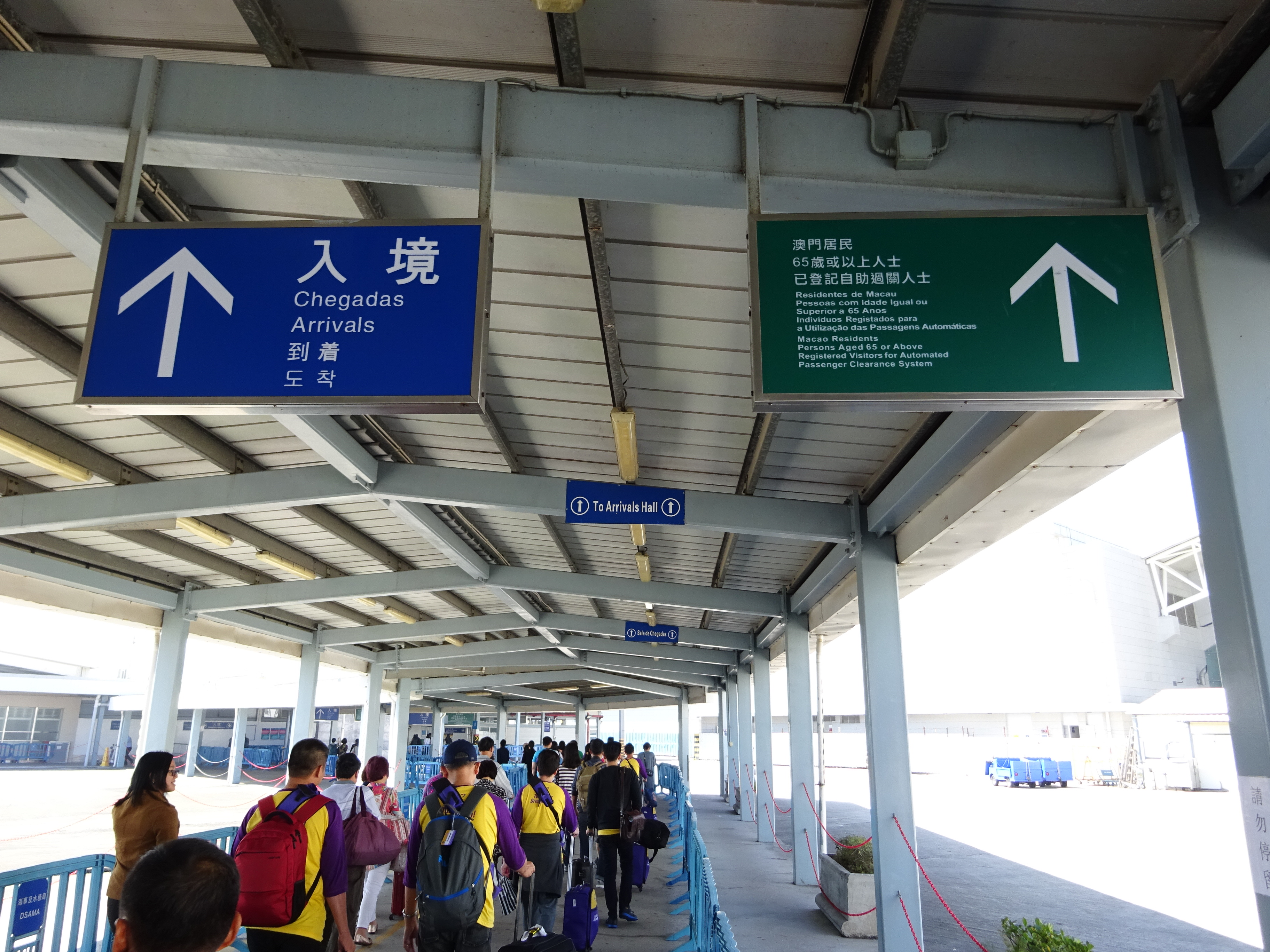
氹仔臨時客運碼頭登船走廊
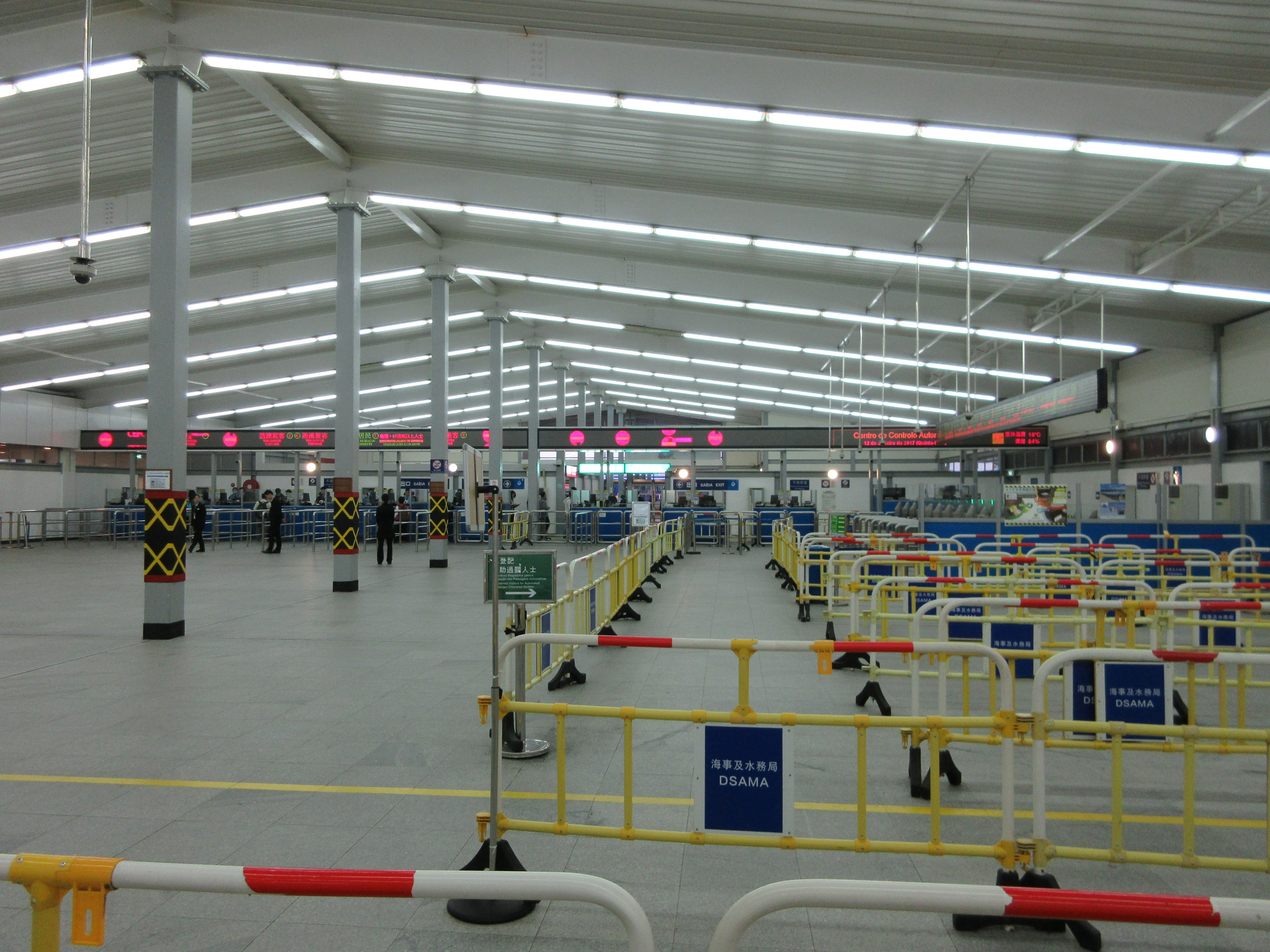
氹仔臨時客運碼頭入境檢查大堂

## 航線資料

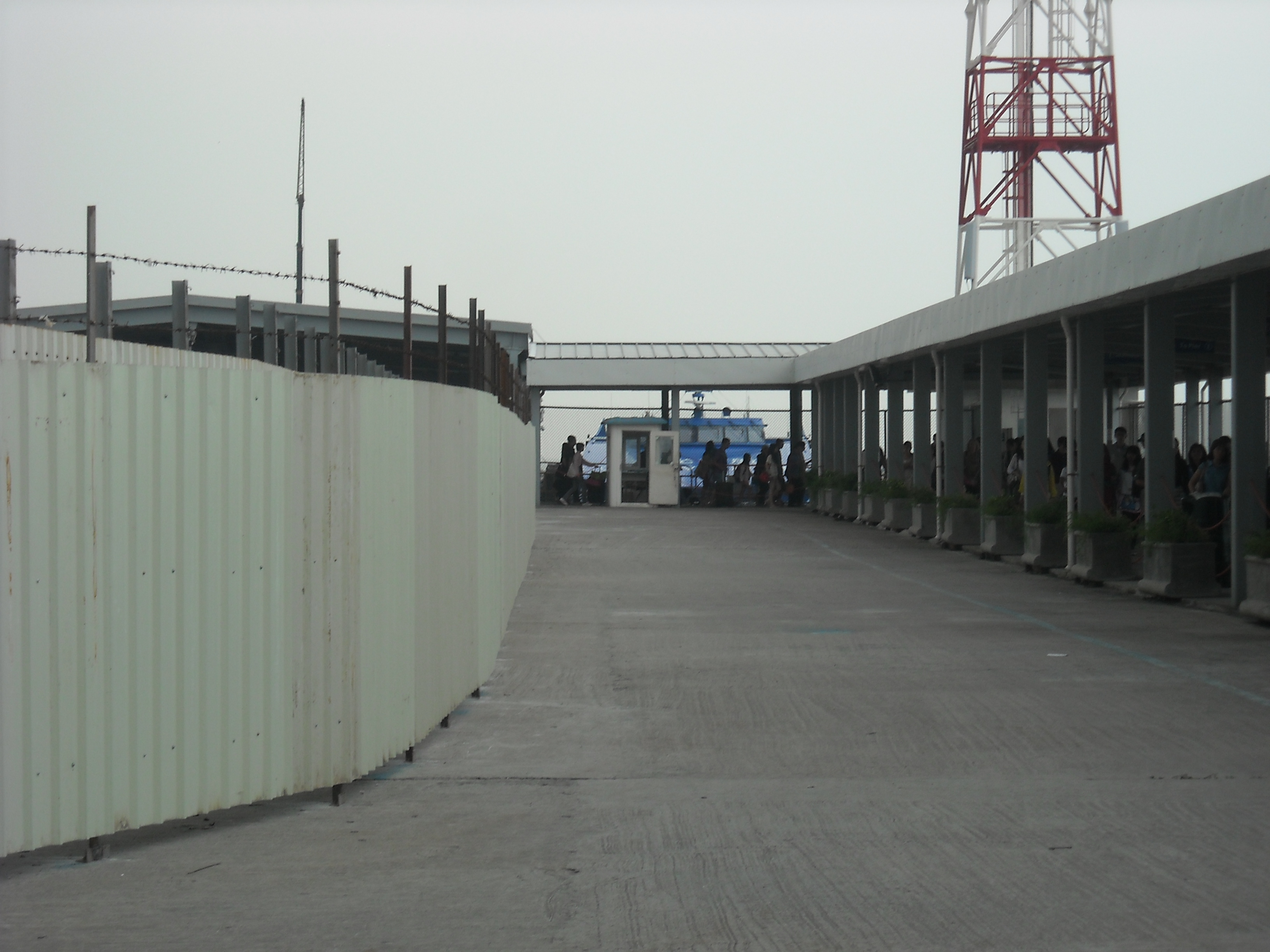
停泊於氹仔臨時客運碼頭的金光飛航

### 跨境渡輪
氹仔客運碼頭現時提供由澳門至香港（港島上環）、東莞虎門及深圳（蛇口、深圳机场）等多條航線。
金光飛航
- 氹仔客運碼頭 ↔ 香港上環（港澳客輪碼頭）
- 氹仔客運碼頭 ↔ 香港國際機場（海天客運碼頭）

噴射飛航
- 氹仔客運碼頭 ↔ 九龍尖沙咀（中國客運碼頭）
- 氹仔客運碼頭 ↔ 香港上環（港澳客輪碼頭）

粵通船務
- 氹仔客運碼頭 ↔ 深圳蛇口（蛇口邮轮中心）
- 氹仔客運碼頭 ↔ 深圳機場（福永碼頭）
- 氹仔客運碼頭 ↔ 桂山島（桂山島客運站，星期六、日及公眾假期服務）
- 氹仔客運碼頭 ↔ 九洲港
- 氹仔客運碼頭 ↔ 東莞虎門
- 氹仔客運碼頭 ↔ 中山客運口岸

劃線為受2019年冠狀病毒病影響而停航，2023年復常後至今仍未復航的航班。

#### 已終止航線
金光飛航
- 氹仔客運碼頭 ↔ 九龍尖沙咀（中國客運碼頭）

噴射飛航
- 氹仔客運碼頭 ↔ 香港屯門（屯門碼頭）
- 氹仔客運碼頭 ↔ 香港國際機場（海天客運碼頭）（於2023年3月3日至12月13日期間停泊氹仔，航線已恢復停泊外港碼頭）
- 氹仔客運碼頭 ↔ 深圳蛇口（蛇口邮轮中心）（現全數航班集中停泊外港碼頭、由噴射飛航發售船票、招商迅隆船务營運）

### 本地渡輪
澳門海上遊 （本地遊航線取消停靠）

## 設施

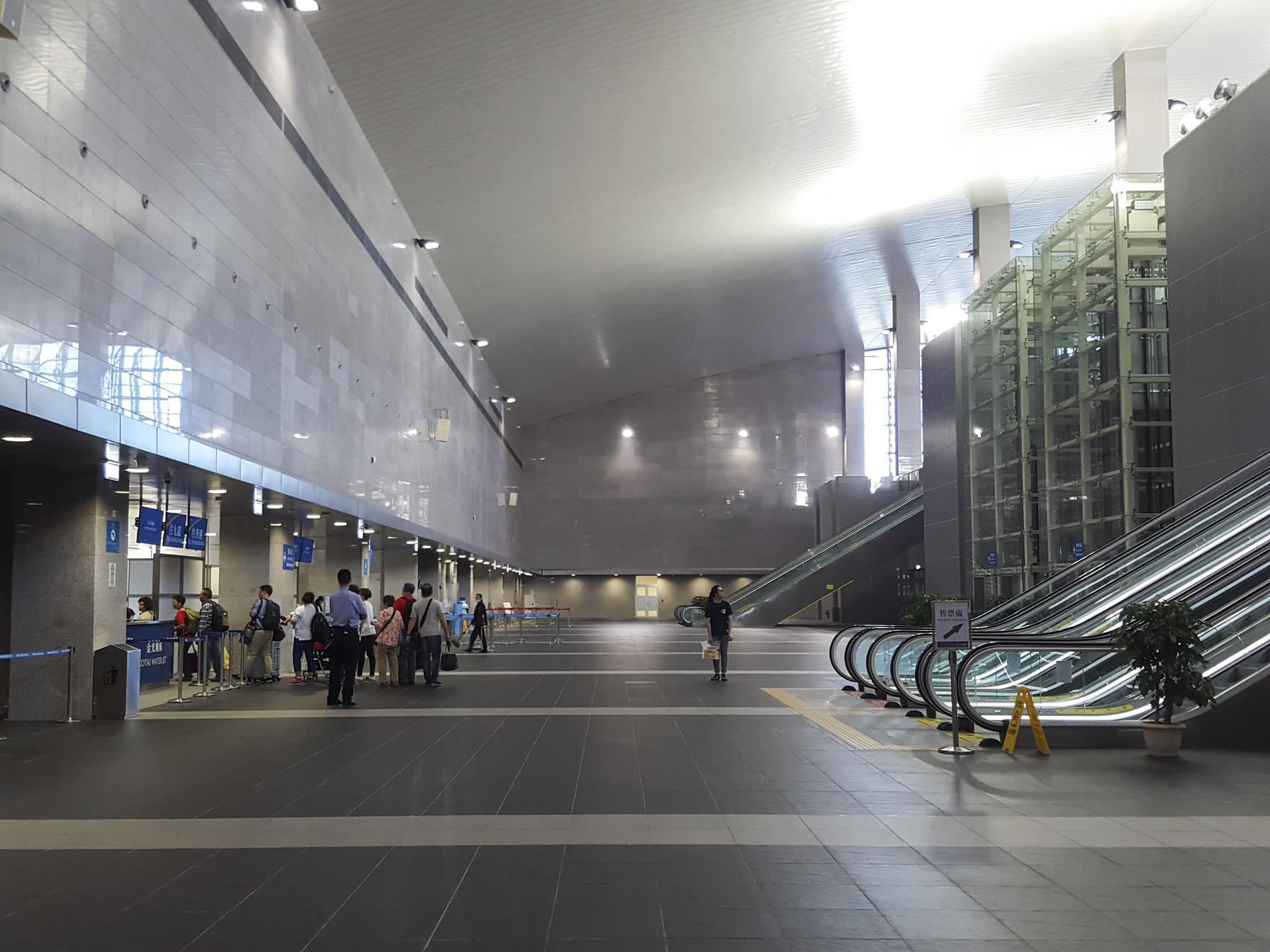
地面入閘口前空地

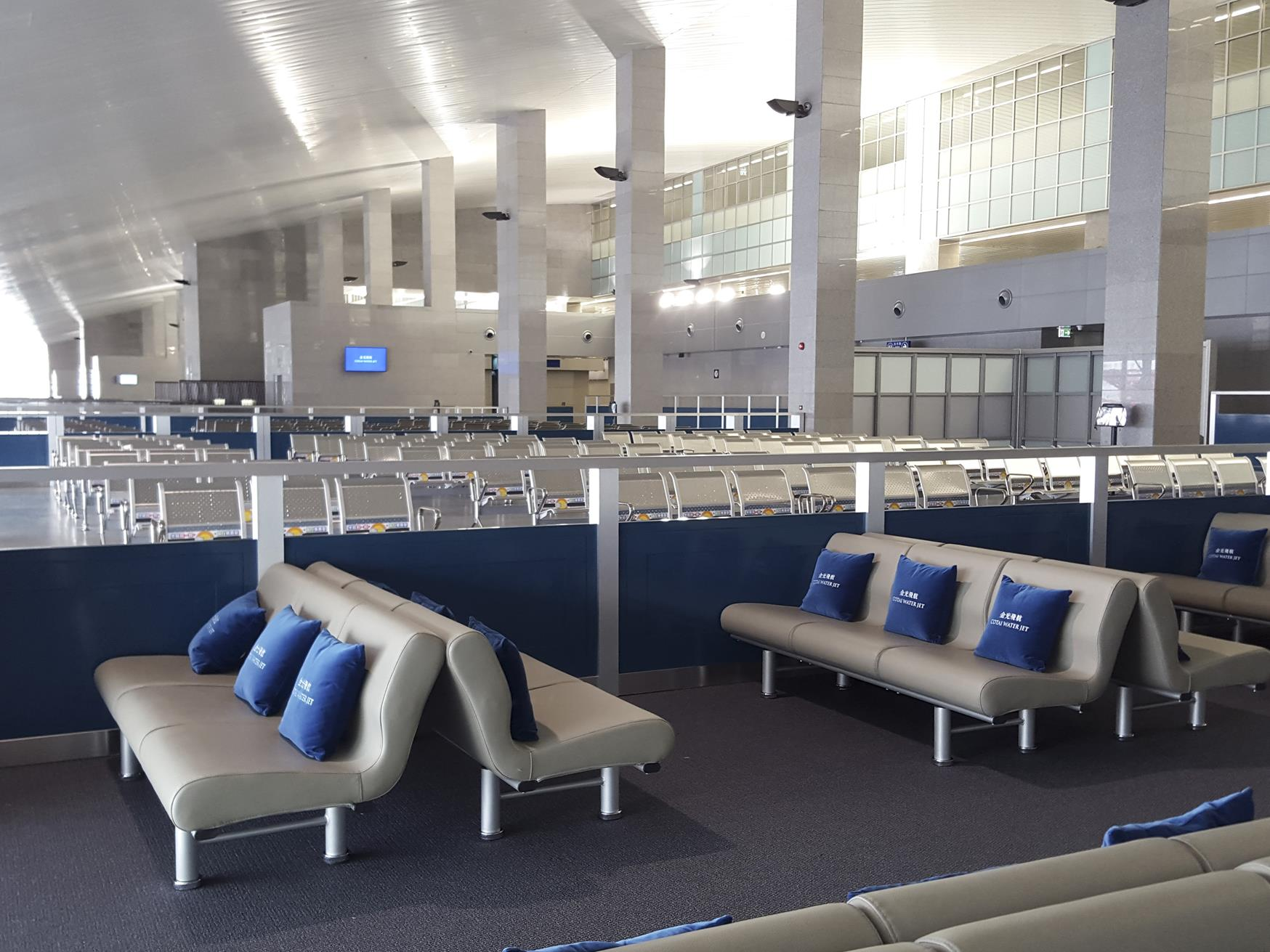
頭等候船室

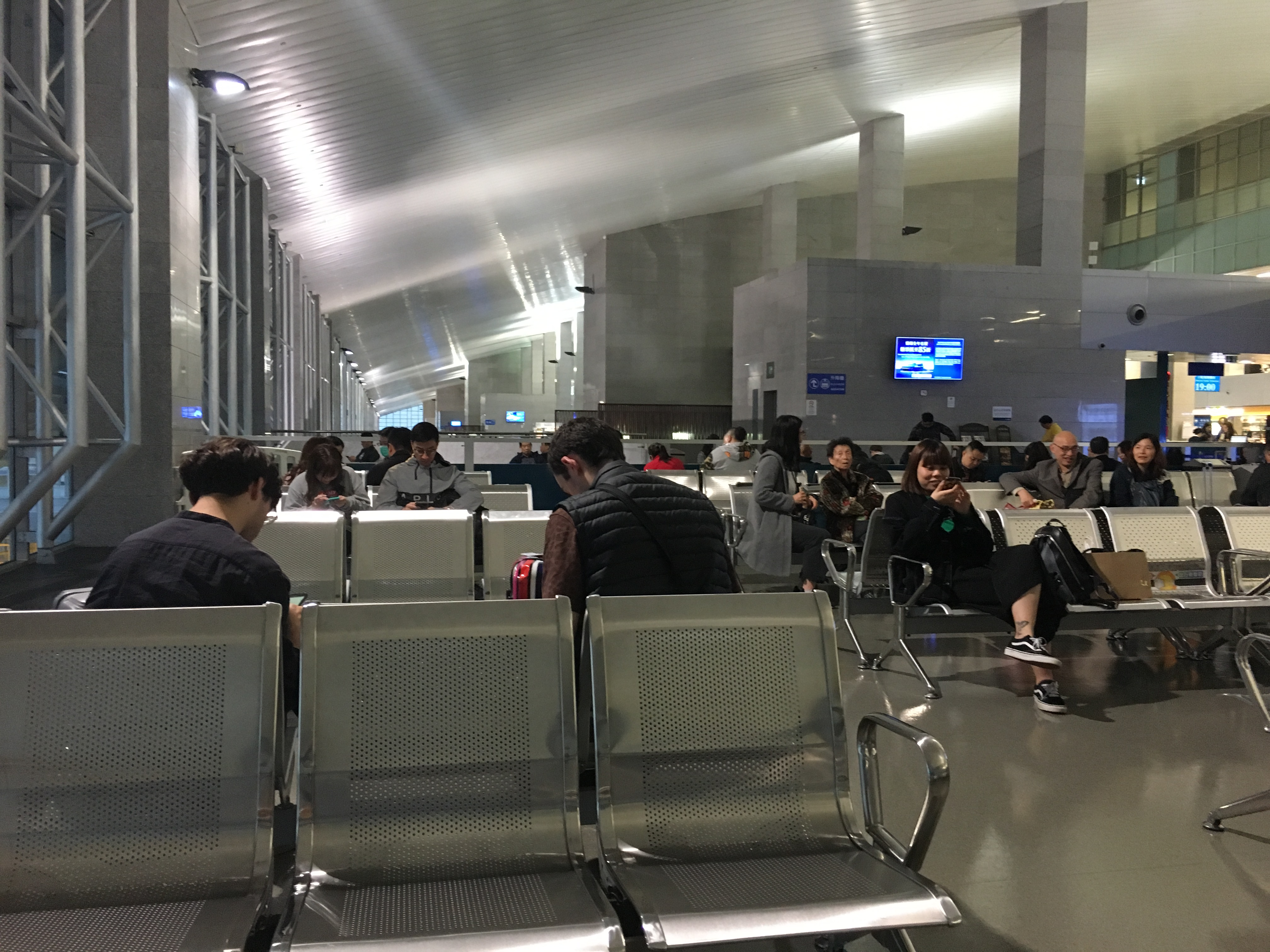
普通座位候船室

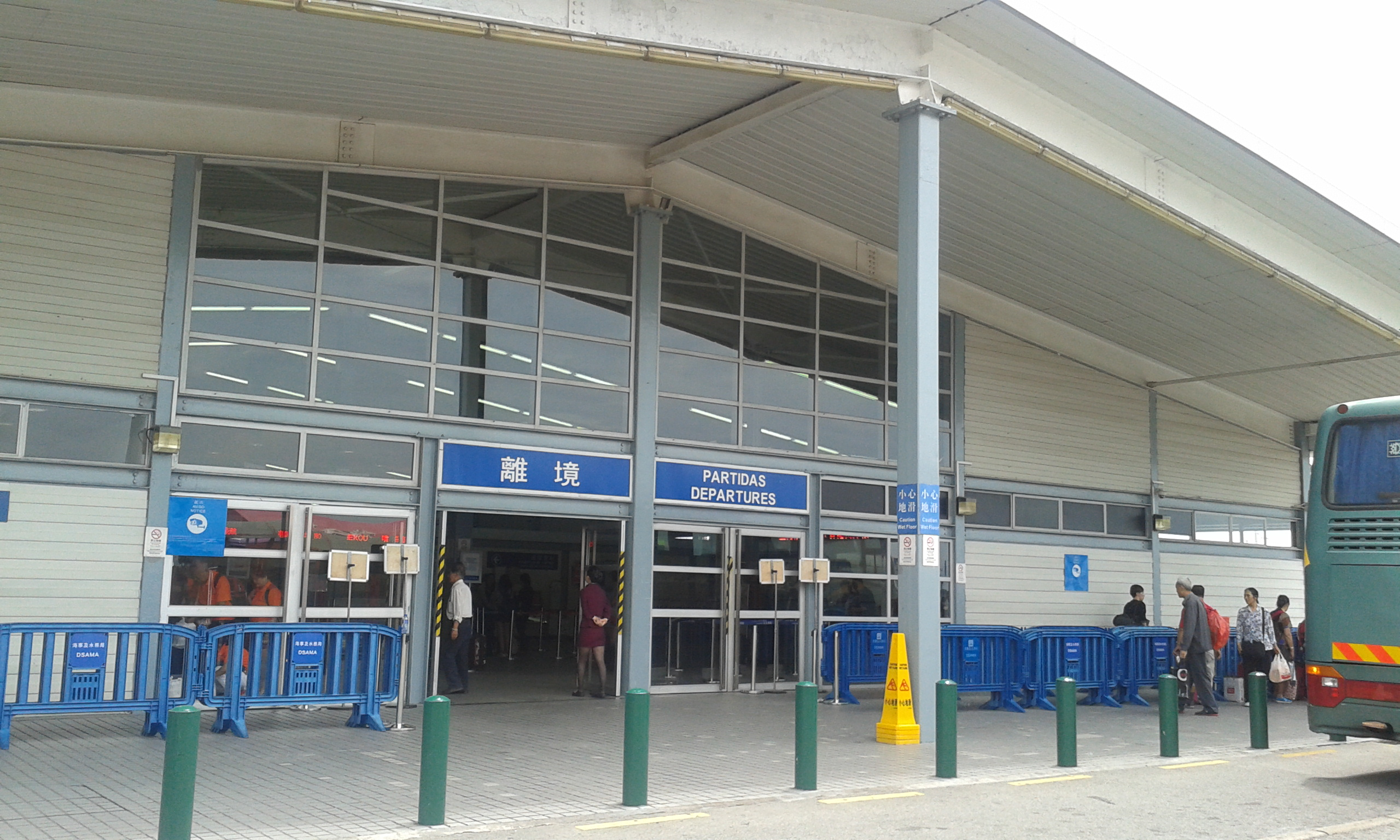
臨時碼頭離境大堂前

### 氹仔客運碼頭
碼頭離境設施分別分佈地面、夾層以及一樓，地面為入閘口，夾層為辦理行李托運處，一樓則是售票處以及公眾休息區。一樓與地面設有4部升降機和8部扶手電梯連接，夾層與一樓、地面則由斜台和扶手電梯連接。離境區域的出入口共有3個，一個是位於地面靠近旅遊巴停車場，是唯一直接到達地面入閘口的出入口，其餘設於地面的離境區域出入口皆為逃生出口；另一個則位於地面交通樞紐，這個出入口是經扶手電梯進入一樓售票處；最後一個是位於一樓的旅客落客區。碼頭入境設施全部分佈在地面，出入口只有設在地面交通樞紐一個。值得注意，碼頭離境和入境區域之間互不相通的。

#### 地面
- 出境驗證大堂（44條人工檢查通道和16條自助過關通道）
- 入境驗證大堂（42條人工檢查通道和25條自助過關通道）
- 行李認領區（2個行李轉盤）
- 入境大堂
- 巴士站及的士站

#### 一樓
- 售票處（42個售票櫃位，設有自助售票機）
- 機場登記櫃位及行李托運處（36個櫃位）
- 候船室

### 直昇機場
碼頭亦設有1個直昇機降落位及5個停機坪，於2022年落實規劃。工程於2024年8月下旬完成判給，判給金額超過1,700萬元，由「中德工程有限公司」獲得，金額為1,792.6萬元，工程期限為150個工作天。室內裝修工程於2024年9月27日動工，裝修面積約3,350平方米，裝修範圍包括客運碼頭大樓地面層至第四層部分區域，以及直升機停機坪。

## 使用狀況
獲批准於氹仔臨時客運碼頭內營運的船公司包括有金光飛航、粵通船務及噴射飛航。啟用初期以安全為理由，獲批營運之船公司暫時只能經營日航，待有關船公司熟習水道後，方會批准經營夜航。
於2007年11月30日，金光飛航開航，成為臨時客運碼頭的第一個經營者。
- 2007年12月11日，香港的西北航運投訴其經營權沒有經過公開競投，澳門初級法院頒布禁制令，即日起禁制金光飛航服務；金光飛航因而暫停服務，令到臨時客運碼頭完全沒有任何渡輪服務。
- 2008年1月17日，澳門中級法院判決指有關訴訟的請求不成立，初級法院頒布的禁制令被撤銷，金光飛航可以復航。
- 2008年1月20日，金光飛航再次服務，恢復服務。[9]
- 2009年8月10日，珠江船務旗下的粵通船務與運輸工務司簽署合約，獲得氹仔臨時客運碼頭的營運權。[10]而旗下的深圳蛇口航線將自2009年9月24日起，由原本往來內港客運碼頭改至氹仔臨時客運碼頭停泊。[11]
- 2009年12月15日起，噴射飛航開辦往來氹仔臨時客運碼頭至海天碼頭的航線，每日對開一班。[12]
- 2010年7月8日起，粵通船務開辦往來深圳福永碼頭（寶安國際機場）的航線。[13]
- 2010年7月10日起，巨龍船務開辦往來香港上環港澳客輪碼頭的航線。[14]同日下午1時左右，巨龍一班由香港返抵氹仔的航班在停泊臨時客運碼頭時發生輕微碰撞，渡輪的防撞膠受損，需要維修，事件中無人受傷。但渡輪服務需要暫停[15]，至7月12日下午5時恢復服務。[16]
- 2011年9月15日起，經營來往氹仔臨時客運碼頭至香港上環港澳客輪碼頭的巨龍船務清盤。[17]
- 2016年4月12日起，噴射飛航開辦往來氹仔臨時客運碼頭至屯門客運碼頭的航線，每日對開一班。[18]
- 2020年1月30日，因應香港特區政府的新型冠狀病毒防控工作，為減少病毒傳播的風險，香港海事部門將於1月30日凌晨起暫停香港九龍及屯門，往返澳門外港和氹仔的海上客運航班，直至另行通知。[19]
- 2020年2月4日0時0分起，香港特區政府宣佈，因應2019冠狀病毒病疫情的防控工作，將暫停香港多個跨境口岸的運作。因此，2月4日凌晨零時起，港澳兩地的海上客運服務將全面暫停(包括機場航線)，直至另行通知。[20]
- 2020年9月10日起，澳門氹仔往返深圳蛇口航線恢復。[21]
- 2021年3月1日，粵通船務開辦往來珠海九洲港的航線，每日對開10班。[22]
- 2021年4月26日起，澳門氹仔往返東莞虎門航線恢復營運。[23]
- 2021年8月5日起，因澳門出現四宗已流入社區變種病毒個案關係，為加強防疫工作，澳門氹仔往返廣東省所有海上客運航線暫停。[24]
- 2021年9月3日恢復澳門氹仔往返深圳蛇口航線，每日對開二至四班。[25]
- 2022年1月9日至1月25日，受深圳本土疫情影響，往返澳門至深圳蛇口海上客運航線停航。[26][27]
- 2022年2月25日至4月6日，受深圳市新一輪本土疫情影響，往返澳門氹仔至深圳蛇口海上客運航線於當天下午1時及2時起停航。[28]直至同年4月7日恢復。[29]
- 2022年12月30日，配合澳門取消由香港入境接受醫學觀察安排，恢復往返香港國際機場海天客運碼頭之海上客運服務[30]。
- 2023年1月8日，配合於2023年1月8日恢復上環港澳客輪碼頭運作，金光飛航及噴射飛航恢復往返香港上環港澳客輪碼頭之海上客運服務[31]。
- 2023年7月15日，粵通船務開通氹仔往返珠海市桂山島海上客運航線[32]。
- 2023年12月1日，恢復往返香港尖沙咀中國客運碼頭之海上客運服務[33]。至翌年9月1日再度停運。
- 2025年1月15日，粵通船務開通氹仔往返中山客運口岸海上客運航線[34]。

## 交通配套

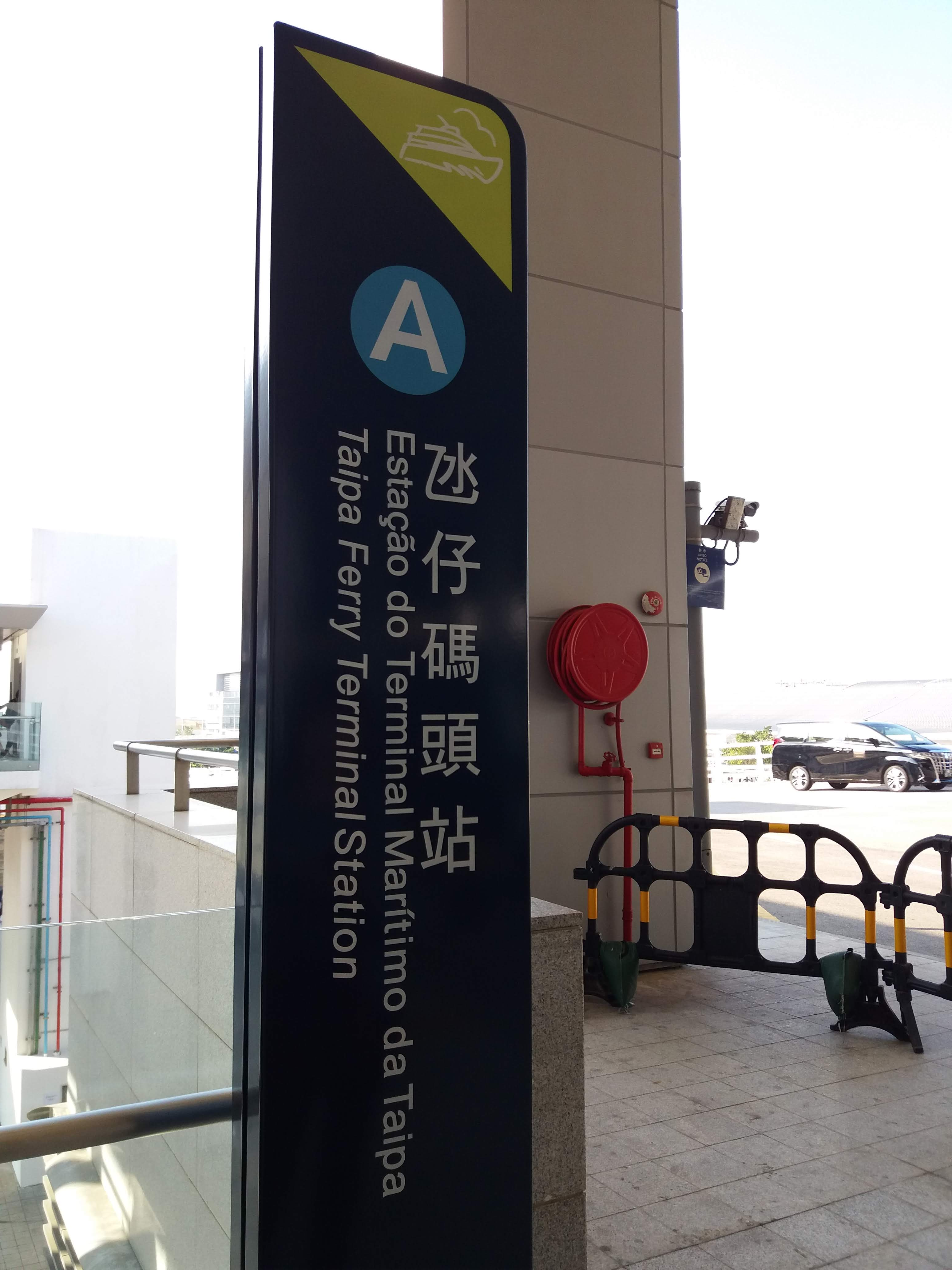
輕軌氹仔碼頭站A出口

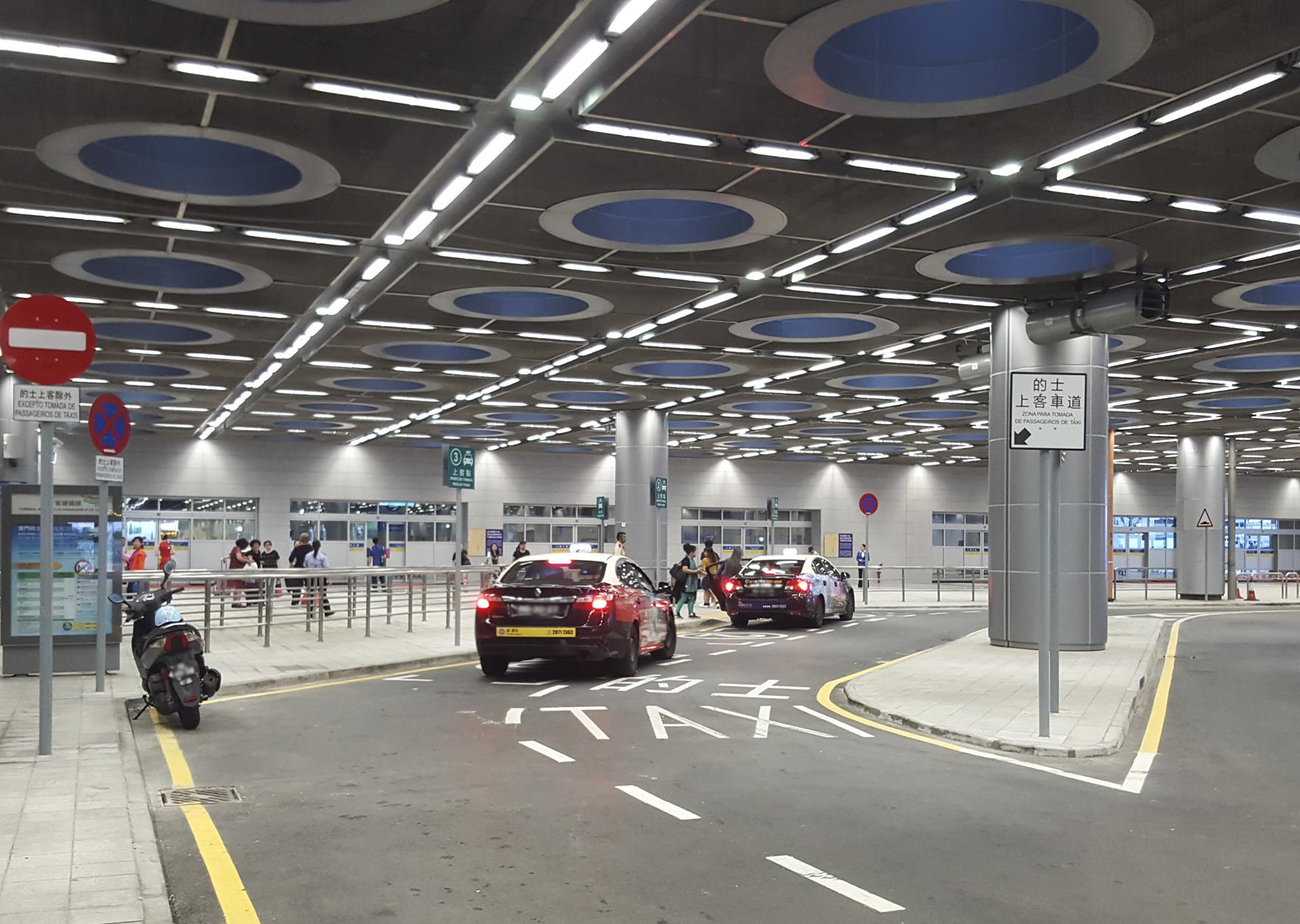
位於地面層的的士站

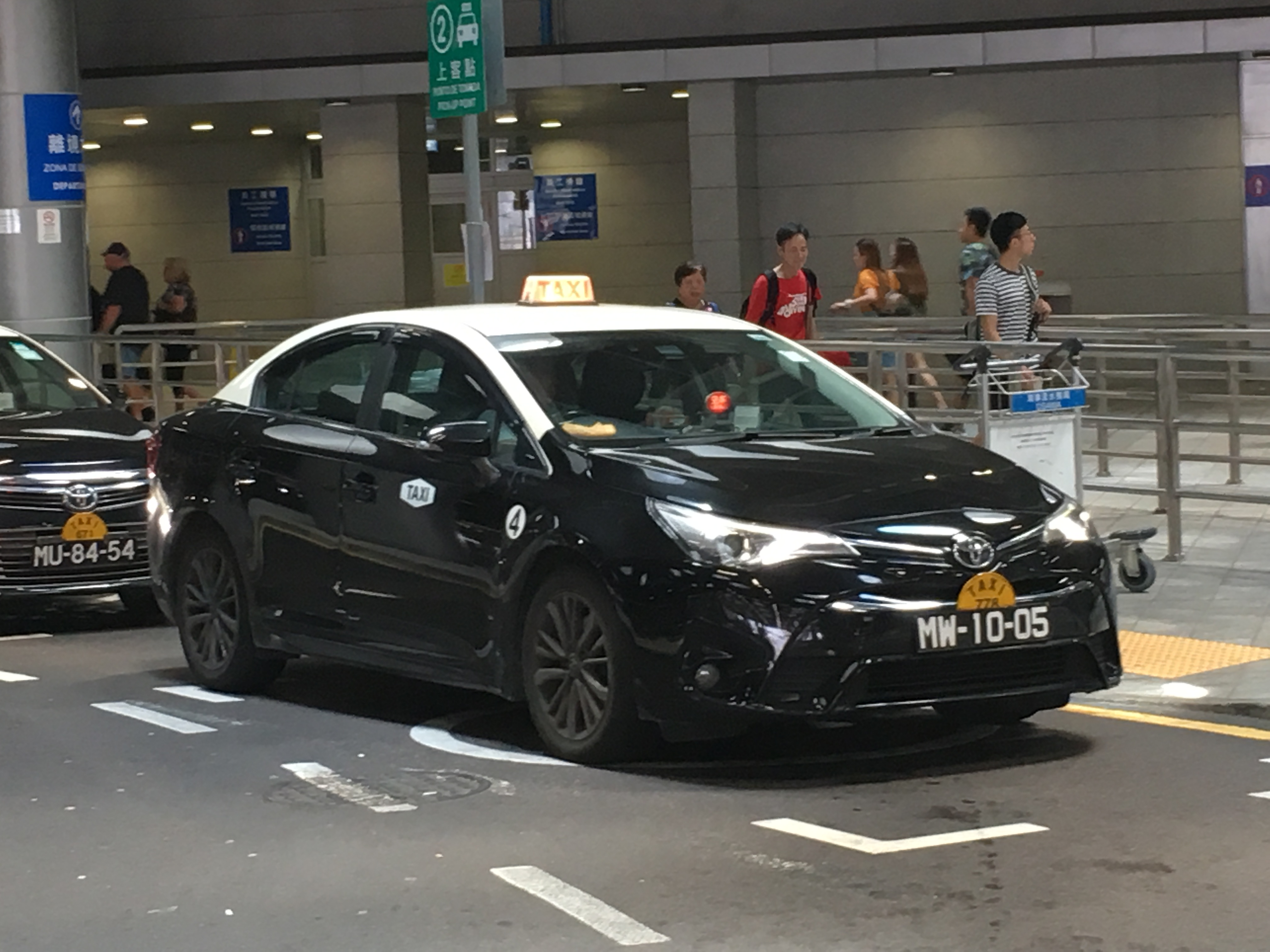
位於地面層的的士站

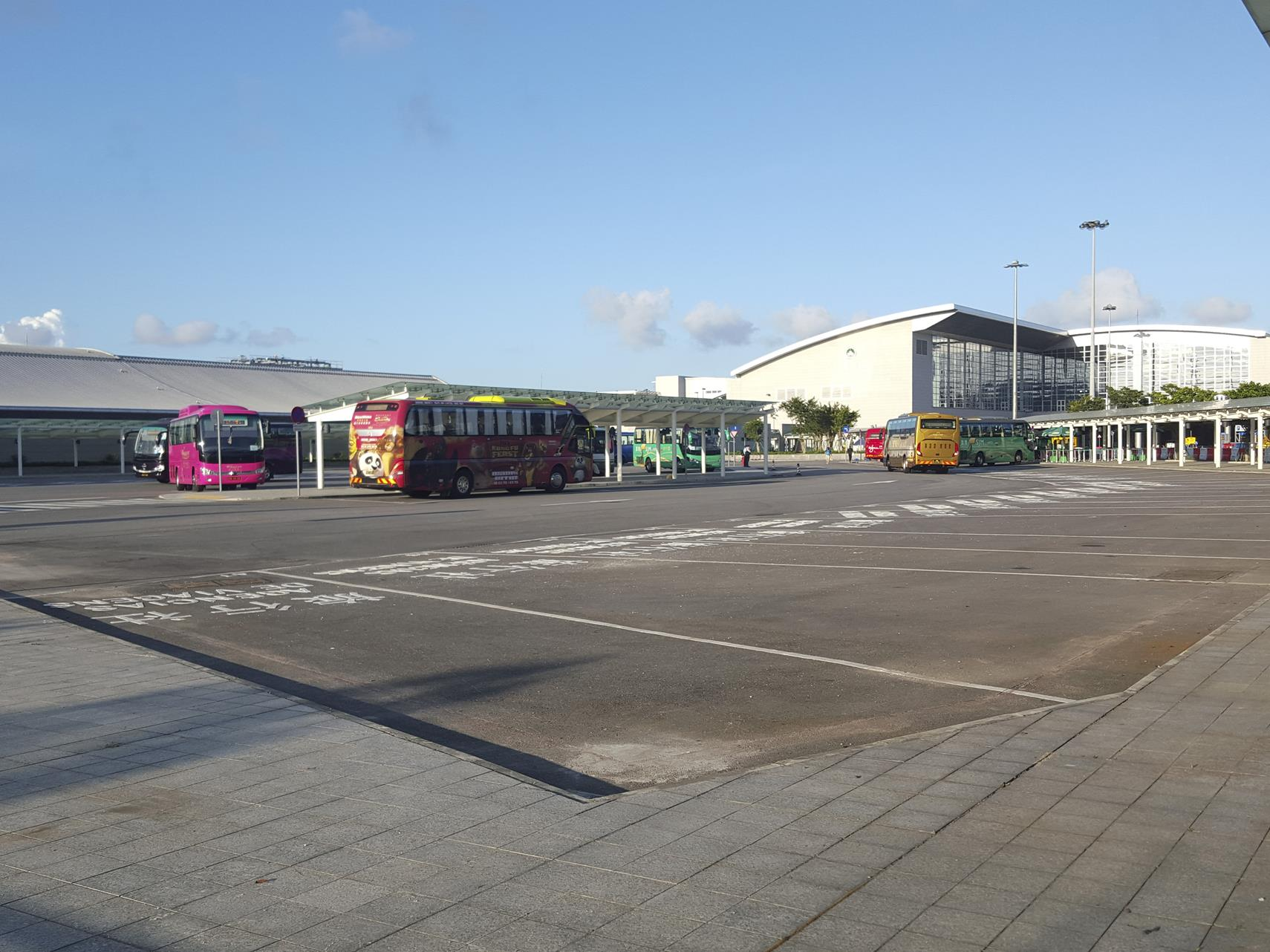
位於地面層的旅遊巴停泊區

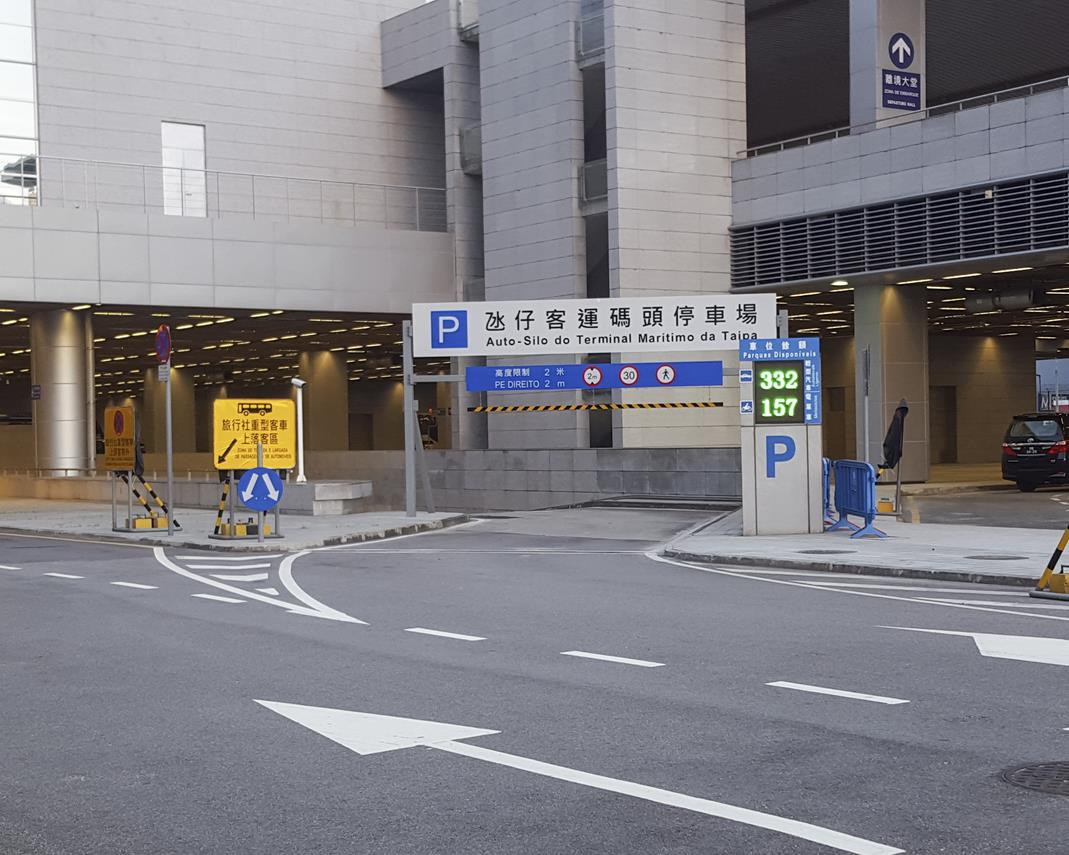
碼頭設有兩層的地下停車場

### 輕軌
█  氹仔線氹仔碼頭站

### 巴士
T345 氹仔客運碼頭（Terminal Marítimo de Passageiros da Taipa)
路線：26、36、51A、103X、AP1、MT1、MT4、N2

### 酒店及娛樂場免費接駁車（發財車）
以下列表列出主要酒店及娛樂場之免費接駁路線：
註：免費接駁路線或會因應交通狀況和車輛數目而隨時作出變動
| 目的地區域      | 目的地       | 服務時間    | 班距                                            | 備註                                     |
| --------------- | ------------ | ----------- | ----------------------------------------------- | ---------------------------------------- |
| 澳門半島        | 葡京娛樂場   | 10:30-17:30 | 60分鐘                                          |                                          |
| 澳門半島        | 新葡京娛樂場 | 10:30-17:30 | 60分鐘                                          |                                          |
| 澳門半島        | 永利渡假村   | 09:00-23:30 | 20-35分鐘                                       |                                          |
| 澳門半島        | 美高梅       | 11:00-21:00 | 20分鐘                                          |                                          |
| 澳門半島        | 星際酒店     | 09:00-00:00 | 25-40分鐘                                       | 經澳門百老匯。開出時刻詳見站牌。         |
| 澳門半島        | 金沙娛樂場   | 07:45-23:50 | 10-15分鐘                                       | 凌晨加開00:20、00:35、01:20及01:30班次。 |
| 氹仔            | 澳門百老匯   | 08:00-23:45 | 8-15分鐘                                        | 車上設有Wi-Fi服務。                      |
| 路氹城          | 威尼斯人     | 07:30-01:00 | 5-15分鐘                                        | 凌晨加開01:20-02:40班次，班距20分鐘。    |
| 百利宮 四季酒店 | 11:20-22:20  | 30分鐘      | 未滿18歲的兒童必須由一名成人陪同。              |                                          |
| 澳門銀河        | 08:00-23:45  | 8-15分鐘    | 不經澳門百老匯。部份車上設有Wi-Fi服務。         |                                          |
| 澳門葡京人      | 11:05-20:05  | 10-15分鐘   | 經澳門國際機場                                  |                                          |
| 新濠影匯        | 09:15-00:15  | 10-15分鐘   |                                                 |                                          |
| 新濠天地        | 08:45-00:15  | 10-15分鐘   | 每天23:00後班距為30-55分鐘。車上設有Wi-Fi服務。 |                                          |
| 澳門倫敦人      | 07:30-01:00  | 5-15分鐘    | 凌晨加開01:20-01:40及02:20-02:40班次。          |                                          |

### 停車場
氹仔客運碼頭停車場，位於碼頭地庫，為地下兩層停車場。停車場設有4個出入口，其中入口分別設於地面入境層及一樓離境層；另外兩個出口都位於地面入境層。停車場於2012年5月15日啟用，總面積約37,000平方米，合共提供936個泊車位，分別是196個電單車泊車位和740個輕型汽車泊車位。

## 未來發展
澳門機場第二客運大樓

## 圖片集

### 臨時客運碼頭

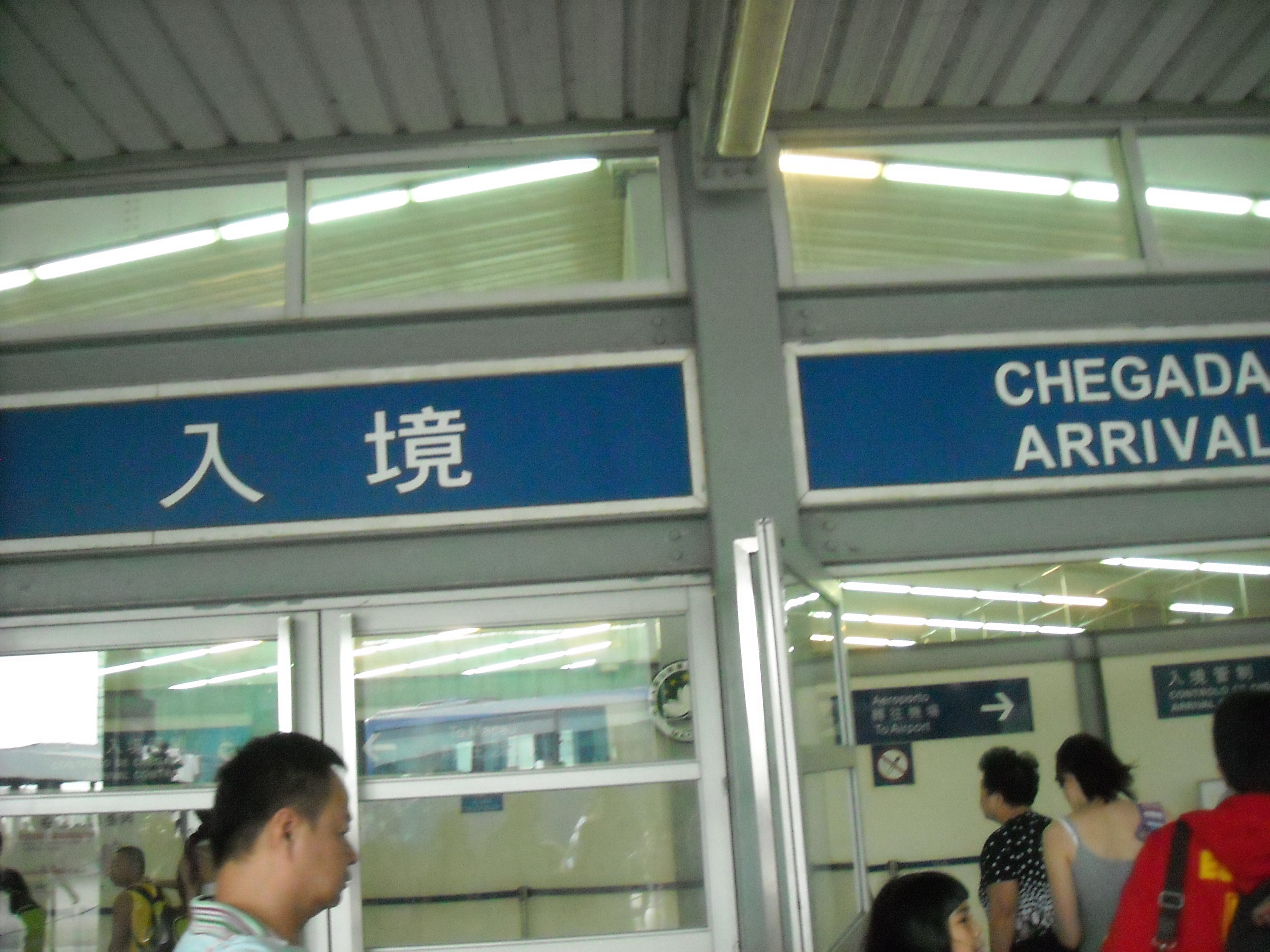
臨時客運碼頭入境大堂外
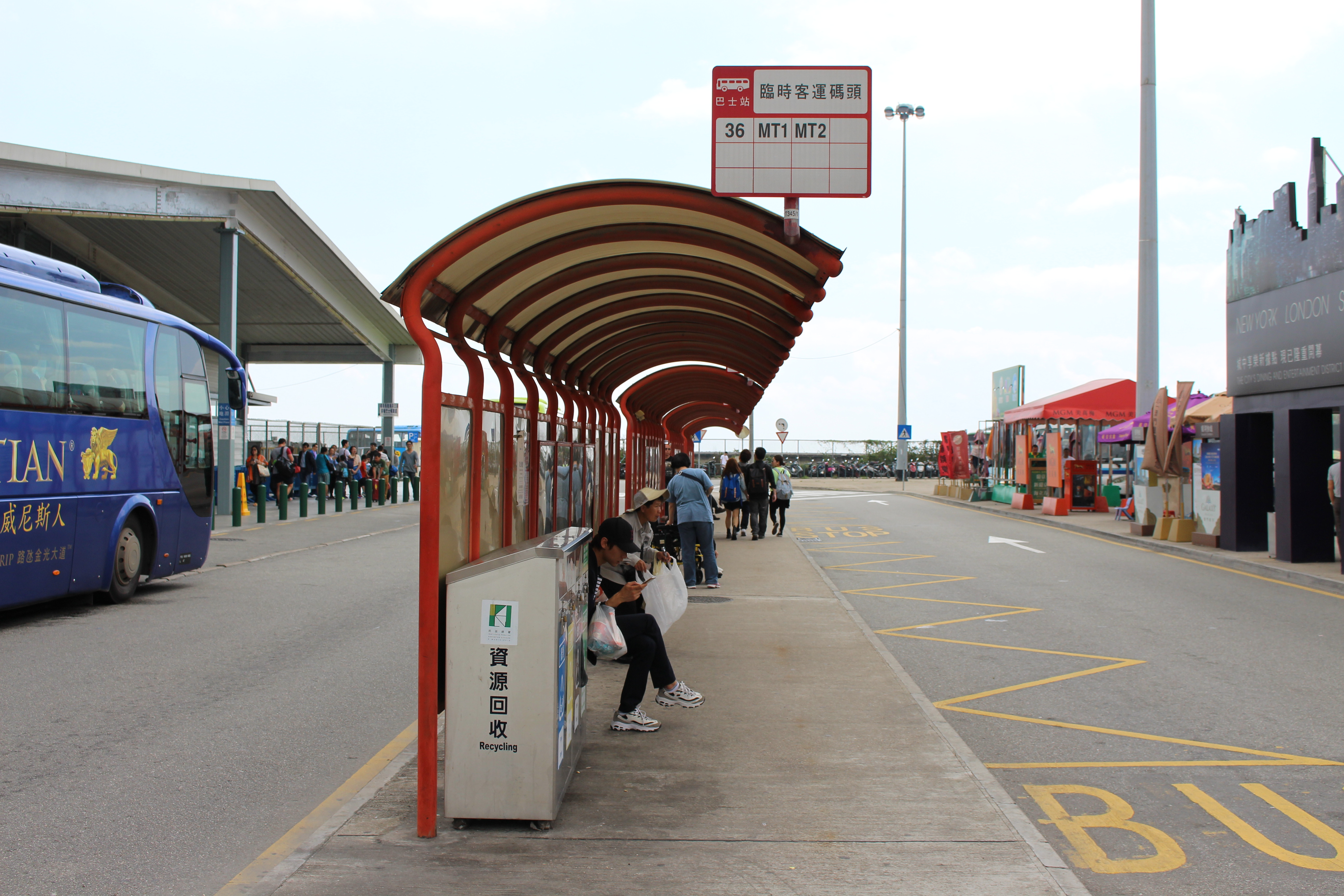
臨時客運碼頭總站
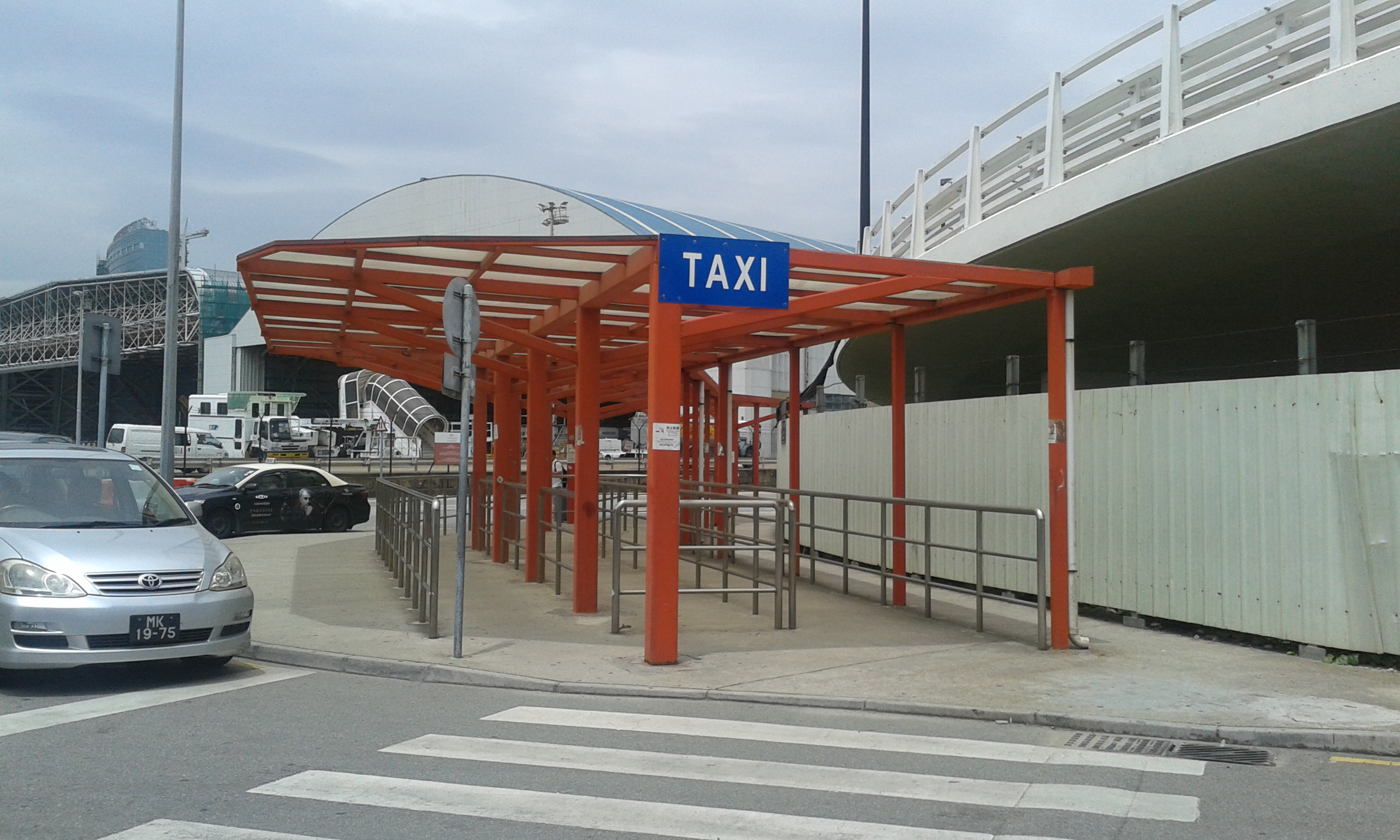
氹仔臨時客運碼頭的士站

### 氹仔客運碼頭
- 建設中氹仔客運碼頭的交通樞紐